# Малые Шатновичи
Малые Шатновичи — деревня в Скребловском сельском поселении Лужского района Ленинградской области.

## История
ШАТНОВИЧИ — деревня владельческая при ключе, число дворов — 5, число жителей: 20 м. п., 18 ж. п. (1862 год)

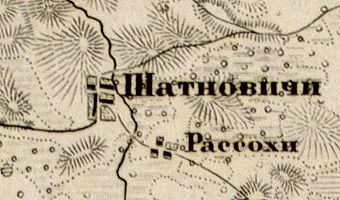
Деревня Шатновичи на карте 1863 года

Согласно карте из «Исторического атласа Санкт-Петербургской Губернии» 1863 года существовала единая деревня Шатновичи.
В XIX веке деревня административно относилась ко 2-му стану Лужского уезда Санкт-Петербургской губернии, в начале XX века — к Югостицкой волости 5-го земского участка 4-го стана.
По данным «Памятной книжки Санкт-Петербургской губернии» за 1905 год, деревня называлась Шептовичи-Малые и входила в Шептовское сельское общество.
С 1917 по 1923 год деревня Малые Шатновичи входила в состав Шатновского сельсовета Югостицкой волости Лужского уезда.
С 1923 года, в составе Передольской волости.
С 1924 года, в составе Заречьёвского сельсовета.
С 1927 года, в составе Лужского района.
С 1928 года, в составе Великосельского сельсовета.
По данным 1933 года деревня Малые Шатновичи входила в состав Великосельского сельсовета Лужского района.
C 1 августа 1941 года по 31 января 1944 года деревня находилась в оккупации.
С 1965 года, в составе Бутковского сельсовета.
По данным 1966 года деревня Малые Шатновичи также входила в состав Бутковского сельсовета
По данным 1973 и 1990 годов деревня Малые Шатновичи входила в состав Скребловского сельсовета.
По данным 1997 года в деревне Малые Шатновичи Скребловской волости проживали 10 человек, в 2002 году — 12 человек (все русские).
В 2007 году в деревне Малые Шатновичи Скребловского СП проживали 8 человек.

## География
Деревня расположена в южной части района на автодороге 41К-144 (Киевское шоссе — Невежицы).
Расстояние до административного центра поселения — 16 км.
Расстояние до ближайшей железнодорожной станции Луга I — 32 км. 
Деревня находится на левом берегу реки Кукса.

## Демография
| 1862 | 1997 | 2007 | 2010 | 2017 |
| ---- | ---- | ---- | ---- | ---- |
| 38   | ↘10  | ↘8   | →8   | ↘7   |

## Улицы
Центральная.